# Слоанівський цифровий огляд неба
Слоанівський цифровий огляд неба (англ. Sloan Digital Sky Survey, SDSS) — один з астрономічних оглядів, масштабне дослідження зображень, спектрів та червоного зсуву галактик, за допомогою 2,5-метрового оптичного телескопа в Обсерваторії Апачі-Пойнт (Нью-Мексико, США). Проєкт названо на честь Фундації Альфреда Слоуна.
Збирання даних почалося 2000 року, а їх останній випуск вкривав більше, ніж 35 % зоряного неба з фотометричною інформацією про приблизно 500 млн об'єктів, та спектральною інформацією про більш ніж 1 млн об'єктів. Середній червоний зсув галактик становив z = 0,1, для яскравих червоних галактик — до z = 0,7, для квазарів — z = 5. Також було зафіксовано червоний зсув деяких квазарів понад z = 6.
Випуск даних 8 (англ. Data release 8, DR8) за січень 2011 року охоплює фотометричні спостереження за 14 555 квадратними градусами неба (трохи більше 35 % усієї площі). Випуск 9 (DR9) за 31 липня 2012 року містить всі дані попередніх релізів плюс перші результати зі спектрографу BOSS (англ. Baryon Oscillation Spectroscopic Survey — укр. Спектральне дослідження баріонних осциляцій), зокрема, нову інформацію про спектри 800 000 об'єктів. Понад 500 000 нових спектральних даних для об'єктів на відстані 7 мільярдів світлових років (приблизно половина віку Всесвіту).